# Ryan Craig (Eishockeyspieler)
Ryan F. Craig (* 6. Januar 1982 in Abbotsford, British Columbia) ist ein ehemaliger kanadischer Eishockeyspieler und derzeitiger -trainer, der während seiner aktiven Karriere zwischen 1998 und 2017 unter anderem 209 Spiele für die Tampa Bay Lightning, Pittsburgh Penguins und Columbus Blue Jackets in der National Hockey League bestritten hat. Seit Beginn der Saison 2023/24 ist er Cheftrainer der Henderson Silver Knights aus der AHL.

## Karriere
Ryan Craig begann seine Karriere als Eishockeyspieler bei den Brandon Wheat Kings, für die er von 1998 bis 2003 in der Western Hockey League aktiv war. In dieser Zeit wurde er im NHL Entry Draft 2002 in der achten Runde als insgesamt 255. Spieler von den Tampa Bay Lightning ausgewählt. Zunächst stand Craig allerdings von 2003 bis 2005 je eine Spielzeit lang für deren Farmteams aus der American Hockey League (AHL), die Hershey Bears und die Springfield Falcons, auf dem Eis, ehe der Kanadier in der Saison 2005/06 sein Debüt in der National Hockey League für die Lightning gab. Im Juli 2010 wechselte er zu den Pittsburgh Penguins. Nach dem Trainingslager wurde er in den AHL-Kader der Wilkes-Barre/Scranton Penguins aufgenommen und im November 2010 zum Kapitän des Teams ernannt. Nach Auslaufen seines Vertrags unterschrieb er im Sommer 2012 als Free Agent einen Vertrag mit den Springfield Falcons aus der AHL und ist dort ebenfalls Mannschaftskapitän.
Am Ende der Saison 2015/16 gewann er als Kapitän der Lake Erie Monsters, dem neuen Farmteam der Jackets, den Calder Cup. Auch die folgende Spielzeit absolvierte Craig bei dem in Cleveland Monsters umbenannten Team, ehe er seine Karriere im Frühjahr 2017 beendete. Anschließend wurde er Assistenztrainer bei den Vegas Golden Knights aus der NHL. Nach sechs Jahren in dieser Funktion wurde er im Juni 2023 zum Cheftrainer des Farmteams Henderson Silver Knights aus der AHL befördert. Im Sommer 2024 wurde er von seinen Aufgaben entbunden.

## Erfolge und Auszeichnungen
| - 2000 Teilnahme am CHL Top Prospects Game - 2003 WHL East First All-Star Team - 2003 Doug Wickenheiser Memorial Trophy | - 2003 CHL Humanitarian of the Year - 2016 Calder-Cup-Gewinn mit den Lake Erie Monsters - 2017 Teilnahme am AHL All-Star Classic |

## Karrierestatistik
(Legende zur Spielerstatistik: Sp oder GP = absolvierte Spiele; T oder G = erzielte Tore; V oder A = erzielte Assists; Pkt oder Pts = erzielte Scorerpunkte; SM oder PIM = erhaltene Strafminuten; +/− = Plus/Minus-Bilanz; PP = erzielte Überzahltore; SH = erzielte Unterzahltore; GW = erzielte Siegtore; 1 Play-downs/Relegation; Kursiv: Statistik nicht vollständig)